# Olof Schwan (borgmästare)
Olof Schwan född 18 juni 1708 i Falun, Kopparbergs län, död 4 januari 1761 i Säters stad, Kopparbergs län, var en svensk borgmästare och riksdagsledamot. Han var far till orgelbyggare Olof Schwan.

## Biografi
Schwan föddes 1708 i Falun som son till stadssekreteraren Claes Schwan. Schwan var från åtminstone 1743 borgmästare i Säters stad. Schwan gifte sig 15 december 1743 i Gagnef med Anna Sebenia (1714–1758). Hon var dotter till kyrkoherden Johannes Sebenius och Anna Wallman i Torsång. De fick tillsammans barnen Olof (född 1744), Clas Johan (1746–1751), Carl Hindrik (född 1748) och Emanuel (född 1751). Anna Sebenia avled 1758 och Schwan 1761 i Säters stad.
Schwan var riksdagsledamot av riksdagen 1738–1739.